# Alice de Chambrier
Alice de Chambrier, née le 28 septembre 1861 à Neuchâtel et morte le 20 décembre 1882, est une poétesse suisse romande.

## Biographie
Alice de Chambrier est née le 28 septembre 1861 à Neuchâtel. Son père, Alfred de Chambrier, est né le 17 février 1825 à Neuchâtel et mort le 3 mai 1909 et sa mère Sophie de Sandol-Roy.
Alice de Chambrier écrivit, très tôt, de très nombreuses poésies, jusqu'à sa mort à vingt-et-un ans après un coma diabétique. Un choix en fut publié par Philippe Godet sous le titre d'Au-delà, expression qui revient fréquemment dans ses vers.
Elle a vécu une grande partie de sa vie à Bevaix, dans la rue du Temple 19, la résidence de ses parents.
Elle meurt le 20 décembre 1882 à Neuchâtel, à la rue de la Promenade-Noire 6 à l'âge de 21 ans. Elle est enterrée au cimetière du Mail. Un buste est érigé devant l'ancien conservatoire de musique, vers le Jardin Anglais de Neuchâtel.

## Publications
- Atlantide, 1re publication dans la revue Jeunesse, mai 1880
- Belladonna, in Trois Nouvelles : Verena, Belladonna, Cendrillon, par M. S. Framel, Alice de Chambrier et F. Guillemet, Lausanne, Arthur Imer, 1882. Version numérique
- Au-delà, 1re publication par Ph. Godet, 1883. Rééditions : Lausanne, Arthur Imer ; Paris, Fischbacher ; Lausanne, éditions de la Baconnière, 1884, 1885, 1886, 1891, 1899 et 1934
- Le Chatelard de Bevaix dans le Musée neuchâtelois, 1884. Rééditions sous le titre de Sybille ou le Chatelard de Bevaix, Lausanne, éditions Spies, 1934 et 1947
- Œuvres poétiques, préface de Marc Eigeldinger, postface de Guy de Chambrier, Neuchâtel, éditions de la Baconnière, 1972
- Sibylle ou le Chatelard de Bevaix, préface de Guy de Chambrier, Genève, Éditions Slatkine, 1983
- Légendes et récits, Liminaire, Genève, Éditions Slatkine, 1990
- Poèmes choisis, Lausanne, éditions L'Âge d'Homme, 1998
- Oh ! Laissez-moi chanter…, Rencontre avec Hans Erni, Genève, Éditions Slatkine, 2004

### Liens externes

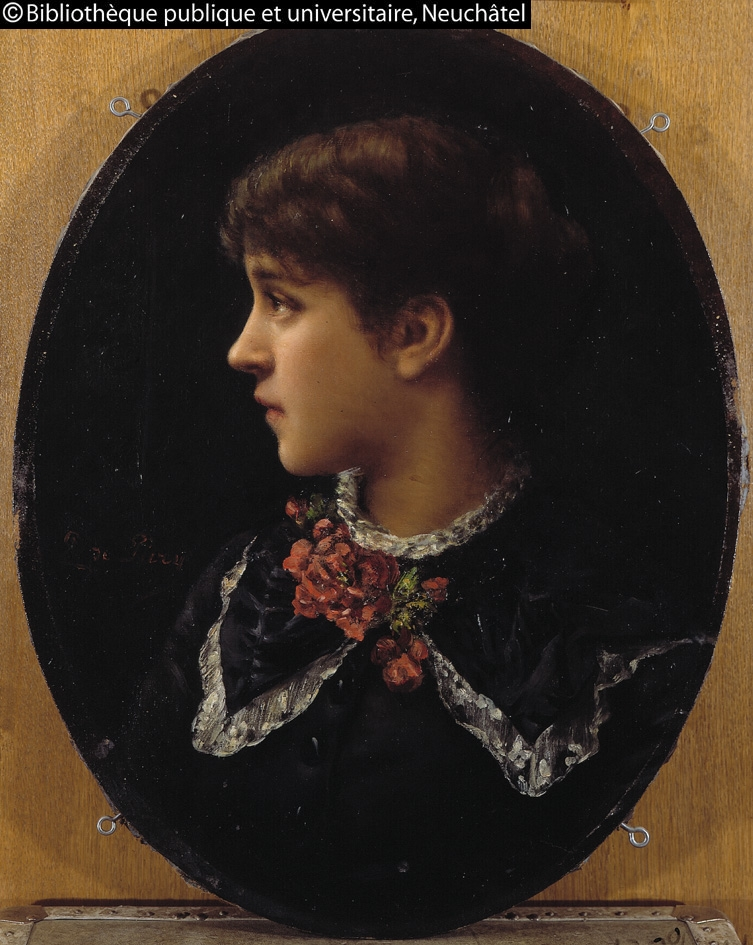
Alice de Chambrier